# Undersøgelseskommission
En undersøgelseskommission er en særlig retslig instans, der ved lov indførtes i Danmark i 1999, hvor den trådte i stedet for tidligere tiders kommissionsdomstole. Loven om undersøgelseskommissioner giver mulighed for at nedsætte en kommission, der skal undersøge og vurdere, om offentligt ansatte embedsmænd og ministre har begået fejl eller forsømmelser. Justitsministeriet udarbejder først et kommissorium, hvorefter dette bliver oversendt til Folketinget, som formelt forestår undersøgelsen.
Mange, men ikke alle danske undersøgelseskommissioner har omhandlet spørgsmålet om pligter og ansvar for de involverede ministre og embedsmænd i de pågældende sager. Kommissionernes vurderinger har ikke samme retskildeværdi som en domstol, men i praksis har Folketinget altid efterfølgende brugt vurderingerne som grundlag for at tage stilling til en eventuel kritik af de involverede ministre. I ét tilfælde (Instrukskommissionen) har Folketinget rejst en rigsretssag på baggrund af kommissionens vurdering.

## Baggrund
Særdomstole fandtes i Danmark fra ca. år 1600 til 1999. Oprindeligt blev de nedsat af kongen med det formål at mægle i lokale stridigheder. Under Christian IV udviklede kommissionsdomstolene sig til dømmende instans i visse personsager og forvaltningsretslige spørgsmål. Efter demokratiets indførelse med Grundloven i 1849 kunne regeringen "anordne ekstraordinære retter", herunder kommissionsdomstole, med dømmende magt indtil 1953, hvor det i en ny paragraf § 61 i grundloven fastslås, at ”særdomstole med dømmende myndighed kan ikke nedsættes”.
Den indskrænkede kompetence betød bl.a., at Tamilsagen ikke behandledes af en kommissionsdomstol.

## Juridiske rammer
En undersøgelseskommission kan nedsættes af justitsministeren på eget initiativ. Folketinget kan også beslutte, at der skal nedsættes en kommisison. Kommissionen kan bestå af et eller flere medlemmer. Formanden skal være jurist og har i praksis altid været en landsdommer. Derudover har de nedsatte kommissioner typisk bestået af en advokat og en universitetsprofessor.
Modsat de tidligere kommissionsdomstole har en undersøgelseskommission ikke nogen dømmende myndighed. Dens opgave er at undersøge og faktuelt afklare et bestemt begivenhedsforløb. Kommissionen kan desuden have det som en del af sin opgave at vurdere, om der er grundlag for at drage nogle af de involverede parter til ansvar i en senere proces.

### Granskningskommissioner
I 2021 vedtog Folketinget enstemmigt en ændring af loven med tilføjelsen af et kapitel, der giver mulighed for at nedsætte såkaldte granskningskommissioner. Som følge deraf skiftede loven navn til fremover at hedde ”Lov om undersøgelseskommissioner og granskningskommissioner.” Granskningskommissioner arbejder efter de samme retningslinjer som undersøgelseskommissioner. Forskellen ligger i, at det er Folketinget og ikke justitsministeren, der træffer beslutning om nedsættelse af en granskningskommission, fastlægger dens kommissorium og udpeger dens medlemmer og udspørger. Dette medfører dog ikke nogen stor ændring, da Folketinget også ifølge den hidtidige lov kunne pålægge justitsministeren at nedsætte en undersøgelseskommission, hvorefter ministeren skulle udforme kommissoriet og udpegningen af personerne i kommissionen i samråd med Folketinget.

## PET-kommissionen
PET-kommissionen blev nedsat af et flertal i Folketinget i 1999 og bestod af en formand, landsdommer Leif Aamand, to juraprofessorer Ditlev Tamm og Jens Vedsted-Hansen samt historikerne Johnny Laursen og Regin Schmidt. Den betegnes normalt som den første danske undersøgelseskommission, men blev modsat de efterfølgende ikke nedsat i henhold til loven om undersøgelseskommissioner, men i henhold til en særligt vedtaget lov. Kommissionen afsluttede sit arbejde i 2009.

## Danske undersøgelseskommissioner siden 1999
Mens PET-kommissionen i 1999 blev nedsat efter en særskilt lov, er der i alt nedsat 10 undersøgelseskommissioner, siden loven om undersøgelseskommissioner blev vedtaget i 1999:
1. Farumsagen (om forholdene i Farum Kommune i Peter Brixtoftes borgmestertid) (2003)
2. Dan Lynge-sagen (om politiets brug af rockeren Dan Lynge som meddeler[7]) (2003)
3. Skattefradragssagen (om Skatteministeriets handlen i en sag om et kunstigt fradrag til TDC[8]) (2004)
4. Blekingegade-sagen (om bl.a. Justitstministeriets handlen i forbindelse med politiets opklaring af Blekingegadesagen[9]) (2010)
5. Statsløse-sagen (om myndighedernes fejlbehandling af adgang til indfødsret for statsløse, der er født i Danmark[9]) (2011)
6. Skattesagen (om bl.a. ministres rolle i forbindelse med SKATs behandling af skattesagen mod Helle Thorning-Schmidt[9]) (2012)
7. Iraksagen (om bl.a. grundlaget for Danmarks deltagelse i krigene i Irak og Afghanistan[9]) (2012, kommissionen nedlagt i 2015)
8. Tibetsagen (om politiets ageren under det kinesiske statsbesøg i 2012[9]) (2015, gennedsat 2018)
9. Kommissionen om SKAT (om en række kritiserede forhold i SKATs administration, bl.a. uberettiget refusion af aktieudbytter[10]) (2017)
10. Instrukssagen (om integrationsminister Inger Støjbergs ordre til undtagelsesfrit at skille mindreårige asylansøgere fra deres ældre ægtefæller[11]) (2019)
11. Kommissionen om Forsvarets Efterretningstjeneste (om FEs ageren overfor Tilsynet med Efterretningstjenesterne[12] (2020)
12. Minksagen (om regeringens beslutning om at aflive alle danske mink[13]) (2021)